# Orignac
Orignac es una comuna francesa situada en el departamento de Altos Pirineos, en la región de Occitania.

## Demografía
| 258 | 240 | 222 | 210 | 238 | 248 | 232 | 247 |
| Para los censos de 1962 a 1999 la población legal corresponde a la población sin duplicidades (Fuente: INSEE [Consultar]) |     |     |     |     |     |     |     |